# Гарц (Бранденбург)
Гарц (нем. Gartz, пол. Gardziec Odrzański, Grodzisk, также Hradyszcze) — город в Германии, в земле Бранденбург.
Входит в состав района Уккермарк. Подчиняется управлению Гарц (Одер). Население составляет 2477 человек (на 31 декабря 2010 года). Занимает площадь 61,69 км². Официальный код — 12 0 73 189.
| Год  | Население |
| ---- | --------- |
| 2005 | 2647      |
| 2010 | 2470      |